# Cuscuta rausii
Cuscuta rausii är en vindeväxtart som beskrevs av Ai. A. Garcia. Cuscuta rausii ingår i släktet snärjor, och familjen vindeväxter. Inga underarter finns listade i Catalogue of Life.